# اچ‌ام‌اس ئی۵۵
اچ‌ام‌اس ئی۵۵ (به انگلیسی: HMS E55) یک زیردریایی بود که طول آن ۱۸۱ فوت (۵۵ متر) بود. این زیردریایی در سال ۱۹۱۶ ساخته شد.